# Henri Gayar
Œuvres principales
- Aventures merveilleuses de Serge Myrandhal sur la planète Mars (1908)
- La Fille des Incas (1932)

Henri Gayar, pseudonyme de Henri Gaillard, également connu sous le nom de plume de Cyrius, est un romancier français, né le 19 mai 1863 au  Vans (Ardèche) et mort le 21 décembre 1937 à Paris 17e.

## Biographie
Auteur de romans sentimentaux, d'aventures et de merveilleux scientifique, cet écrivain populaire publie initialement ces récits en feuilleton dans de nombreux magazines : Magazine illustré national, L'Illustré du Petit Journal ou encore Guignol, cinéma de la jeunesse, avant leur parution en format relié. 
Par ailleurs, Henri Gayar utilise le nom de plume « Cyrius » lors de la réédition de son roman des Aventures merveilleuses de Serge Myrandhal sur la planète Mars en 1925, pour lequel il remanie non seulement le récit, mais modifie également le titre devenu Les Robinsons de la planète Mars. 

## Œuvres
- Aventures merveilleuses de Serge Myrandhal sur la planète Mars (1908), publié en deux volumes : Sur la planète Mars et Les Robinsons de la planète Mars – version remaniée sous le pseudonyme de Cyrius et illustrée par Henri Lanos en 1925
- La Fiancée veuve (1927)
- L'Amour rôde (1928)
- Le Trésor des gnomes (1932)
- La Fille des Incas (1932)
- La Bague au doigt (1932)
- L'Orpheline du cirque (1933)
- L'Amant tragique (1934)
- Les Chasseurs d'orchidées (1934)
- Le Fiancé de minuit (1935)
- Bengali, mon bel amour (1936)
- La Remplaçante (1937)
- Vouée au diable (1937)
- Le Baiser dans la neige (1937)
- La Conversion amoureuse (1938) , publication posthume.